# João Virgínia
João Manuel Neves Virgínia (* 10. Oktober 1999 in Faro) ist ein portugiesischer Fußballspieler auf der Position des Torhüters. Er stand zuletzt beim FC Everton unter Vertrag und ist seit Juli 2025 vereinslos.

## Karriere
Am 3. August 2018 unterschrieb der damals 19-jährige João Virgínia beim FC Everton, der zu dieser Zeit von Landsmann Marco Silva trainiert wurde. Die erste Saison spielte er für die Reserve in der Premier League 2, wo er ein wichtiger Bestandteil der Mannschaft war, die das Double aus Pokal und Meisterschaft gewann.
Im Sommer 2019 schloss er sich auf Leihbasis dem englischen Zweitligisten FC Reading an, wurde jedoch aufgrund mangelnder Einsatzzeiten bereits im Januar von Everton zurückgeholt. Bis zur Unterbrechung der Saison durch die Covid-19-Pandemie absolvierte er weitere Spiele für die Reserve der Toffees. Am 16. September 2020 gab er sein Debüt für die erste Mannschaft gegen Salford City im Carabao Cup. Sein erstes Premier-League-Spiel folgte bei der 1:2-Niederlage gegen Burnley am 13. März 2021, als er in der 43. Spielminute für den verletzten Jordan Pickford eingewechselt wurde.
Am 25. August 2021 wechselte João Virgínia für eine Saison auf Leihbasis zu Sporting Lissabon. In der Folgesaison wurde er an den niederländischen SC Cambuur weiterverliehen. Nach seiner Rückkehr aus den Niederlanden kam er in weiteren Pokalspielen zu einem Startelf-Einsatz bei Everton.